# Malaltia del vidre

Gerro de vidre romà amb una superfície resistent a la intempèrie que mostra decoloració, esquerdes i descamació

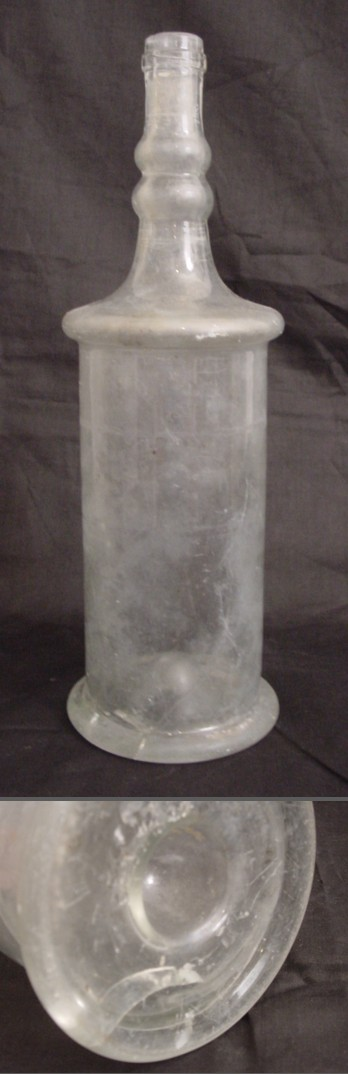
Ampolla amb malaltia del vidre

La malaltia del vidre, també coneguda com crizzling, és un procés de degradació del vidre que pot provocar diferents tipus d'esquerdament o fragmentació. La malaltia del vidre és causada per una inestabilitat inherent a la composició química de la fórmula original del propi vidre . Les propietats d'un vidre particular variaran segons el tipus i les proporcions de sílice, àlcali i alcalinoterrós en la seva composició. Un cop s'ha produït el dany, és irreversible, però els processos de descomposició es poden alentir mitjançant el control climàtic per regular la temperatura, la humitat i el flux d'aire circumdants.

## Composició química i desintegració
La malaltia del vidre és causada per un error inherent a la composició química de la fórmula original del propi vidre . El vidre conté tres tipus de components: els formadors de xarxa estableixen una estructura bàsica, els estabilitzadors de xarxa fan que el vidre sigui fort i resistent a l'aigua i l'agent fundent redueix el punt de fusió en què es pot formar el vidre. Les formulacions habituals de vidre poden incloure sílice (SiO 2) com a primer component, òxids alcalins com la sosa (Na 2 O) o la potassa (K 2 O) com agents fundents i òxids alcalinoterrosos com la calç (CaO) per a l'estabilització.
Les diferències de càrrega d'electrons dels ions dins de l'estructura formen la base del seu enllaç. Tant la viscositat com la temperatura de transició estan relacionades amb la disponibilitat d'enllaços d'oxigen en la composició del vidre. Els agents modificadors tendeixen a reduir el punt de fusió de la sílice. Els continguts més elevats de SiO 2 augmenten l'acidesa del vidre. Els continguts més alts de CaO, Na 2 O i K 2 O augmenten la basicitat . L'estabilitat química del vidre disminueix quan només s'afegeix Na 2 O i K 2 O com a flux, perquè l'enllaç es fa més feble. L'estabilitat química del vidre es pot augmentar afegint CaO, MgO, ZnO i Al 2 O 3 . Per ser estable, la composició del vidre ha d'equilibrar els agents de reducció de la temperatura amb els agents estabilitzants.
L'exposició d'una superfície de vidre a la humitat, ja sigui en solució o per la humitat de l'atmosfera, fa que es produeixin reaccions químiques a la superfície del vidre i per sota. L'intercanvi d'ions de metalls alcalins (des de dins del vidre) i d'ions d'hidrogen (des de l'exterior) pot provocar canvis químics i estructurals al vidre. Quan els cations de metalls alcalins de la capa propera a la superfície es substitueixen per ions d'hidrogen més petits, les diferències estructurals entre la capa superficial afectada i les capes inferiors de vidre no afectades provoquen un augment de l'esforç de tracció, que al seu torn pot provocar esquerdes.
La probabilitat de degradació a causa de la malaltia del vidre depèn de la quantitat i proporció de compostos alcalins barrejats amb sílice i de les condicions circumdants. L'òxid de calci inadequat fa que els àlcalis del vidre es mantinguin solubles en aigua a un nivell baix d'humitat. L'exposició a nivells més alts d'humitat relativa durant l'emmagatzematge o la visualització fa que l'àlcali s'hidrati i s'escapi del vidre. Els canvis repetits d'humitat poden ser especialment perjudicials. Qualsevol objecte de vidre es pot deteriorar si s'exposa a condicions ambientals inadequades. El vidre, el vidre històric o els articles familiars més valorats no s'han d'exposar mai a les altes temperatures i la pressió de l'aigua d'un rentavaixelles.
L'anàlisi de raigs X amb dispersió d'energia (EDXA), la microscòpia electrònica d'escaneig (SEM) i l'espectrometria de masses d'ions secundaris (SIMS) es poden utilitzar per estudiar reaccions d'intercanvi en diferents tipus de vidre. Quantificant i estudiant l'estructura química i les reaccions a la capa propera a la superfície, es poden entendre millor els mecanismes de la malaltia del vidre. La mesura del pH de les superfícies de vidre és especialment important si els objectes de vidre tenen una superfície mat o han estat exposats a caolí o altres substàncies. En el cas d'objectes extremadament petits com les perles de vidre, pot ser necessària la mesura del pH per determinar si hi ha sals alcalines i s'estan produint canvis en el vidre.

## Etapes de deteriorament
Els processos implicats en la malaltia del vidre poden reduir la transparència del vidre o fins i tot amenaçar la integritat de l'estructura. La malaltia del vidre provoca una disgregació complexa del vidre que es pot identificar a través d'una varietat de símptomes, com ara el crizzling, l'esquerdament, o la fragmentació.

### Exemple
La següent descripció de les perles de vidre d'un objecte de la col·lecció del Museu Britànic il·lustra de manera efectiva la gamma de símptomes que es poden produir en la malaltia del vidre: 
 Dos factors indiquen que el deteriorament és resultat del fenomen conegut com a ‘malaltia del vidre’. En primer lloc, els danys es limiten a les perles d’un color específic (groc pàl·lid) i, en segon lloc, en aquestes perles hi ha signes visibles de totes les etapes de la malaltia del vidre. Això inclou la presència de petits cristalls blancs a la superfície de la majoria de les perles grogues pàl·lides i una xarxa fina d’esquerdes uniformes o "crizzling" que creuen la superfície de 55 de les 69 perles. Aquest ‘"crizzling" sembla més freqüent al voltant dels forats com perles. Un total de 32 perles tenen zones amb esmicolament o "crizzling avançat", on les esquerdes s’han endinsat més en l’estructura del vidre... Moltes tenen zones que ja s’han esmicolat i els fragments s’han perdut. Hi ha esquerdes verticals que travessen el vidre en 37 perles, i quatre perles s’han desprendut a causa d’una fragmentació completa.

### Primera etapa
L'etapa inicial de la malaltia del vidre es produeix quan la humitat fa que l'àlcali s'elimini del vidre. Això es fa evident quan els dipòsits d'àlcali higroscòpics sobre el vidre li donen un aspecte tèrbol o borrós. Això pot passar entre cinc i deu anys després de la fabricació del vidre. El vidre pot sentir-se relliscós o llisós i es poden veure petites gotes, o plorar, amb una humitat elevada (per sobre del 55%). L'àlcali hidratat pot formar cristalls fins a la superfície del vidre amb una humitat relativa baixa (per sota del 40%).
En aquesta etapa, pot ser possible rentar suaument el vidre i eliminar l'àlcali superficial. Això ajudarà a estabilitzar el vidre reduint el pH de la superfície i eliminant la pols, la brutícia i els components higroscòpics que atrauen més humitat.

### Segona etapa
Si l'àlcali s'acumula a causa de l'intercanvi iònic i es manté a la superfície del vidre, el procés de desintegració s'accelerarà. La presència d'ions de sodi o potassi en l'acumulació d'àlcali augmentarà el pH a la superfície del vidre, fent que esdevingui bàsic. Això dissoldrà la sílice del vidre i alliberarà més ions alcalins.
La boira que es veu al vidre pot no desaparèixer del tot quan es renta i s'asseca. Quan s'examinen de prop en un angle amb poca llum, es poden veure esquerdes fines com petites línies platejades o raigs brillants. Un microscopi pot confirmar la presència d'esquerdes. Les esquerdes són causades per la pèrdua d'àlcali, que deixa buits microscòpics en l'estructura del vidre.

### Tercera etapa
A mesura que les quantitats més altes de lixiviació d'àlcali de les esquerdes del vidre, és probable que es facin més profundes. Crizzling és una xarxa distintiva d'esquerdes fines al vidre que és visible a ull nu. En alguns casos, el trencament pot obtenir un aspecte més uniforme. Tanmateix, pot ser que el crizzling no sigui uniforme a causa de la creació de microclimes al vidre.

### Quarta etapa
A la superfície del vidre poden aparèixer esquerdes diferents i el material de la superfície es pot escapar o estellar, un procés conegut com a esquinçament.

### Cinquena etapa
En l'etapa de deteriorament més greu, s'ha perdut la integritat estructural del vidre i el vidre es pot separar en trossos.

## Prevalència
Una enquesta d'objectes de vidre al Victoria and Albert Museum de Londres, l'any 1992, va trobar que més d'1 de cada 10 objectes de la col·lecció estaven afectats per el crizzling, que van des del vidre venecià del segle XVI fins al vidre escandinau del segle XX. El vidre venecià és especialment susceptible perquè els artesans van minimitzar l'ús de calç, per fer el vidre el més clar possible. Els treballs dels vidriers moderns que experimenten amb les seves fórmules de vidre, com Ettore Sottsass, també poden tenir un alt risc de patir danys.
Museus com el Museu Nacional de l'Índia Americà poden trobar que la malaltia del vidre és un problema de gran importància perquè molts dels materials culturals nadius americans a les seves col·leccions incorporen perles de vidre . Les petites perles de vidre ornamentals sovint es feien de manera econòmica, utilitzant receptes amb una proporció elevada de flux a sílice. Això els fa més susceptibles a la malaltia del vidre. Els blaus, vermells i negres sovint es veuen afectats per la malaltia del vidre. La combinació de comptes de vidre amb altres materials (cordatge, teixit, cuir, metall, os, colorants superficials, substàncies cerimonials i caolí) complica el deteriorament i la conservació dels objectes etnogràfics.

## Conservació
En l'etapa més primerenca de la malaltia del vidre, és possible que es pugui rentar el vidre per eliminar l'àlcali superficial. El Museu del Vidre de Corning recomana rentar-se amb aigua de l'aixeta (tebia, no calenta) i un detergent de conservació suau (no iònic). Després d'això, s'ha d'esbandir amb aigua desionitzada o destil·lada i un assecat acurat per eliminar la humitat. Un rentat acurat pot eliminar els dipòsits superficials, restaurar l'aspecte de claredat del vidre i ajudar a frenar el deteriorament. També s'ha suggerit etanol per a la neteja, especialment per a les perles de vidre, depenent dels materials circumdants que es puguin veure afectats.
Un cop s'ha produït un dany més greu, no es pot revertir. El control climàtic de la humitat i la temperatura és una possible intervenció. Com que el crizzling resulta de la reacció dels components del vidre amb el vapor d'aigua, el control de la humitat i la temperatura pot frenar la seva aparició. Al Corning Museum of Glass, els articles de la col·lecció es mantenen a nivells estables d'humitat relativa, entre el 40 i el 55 per cent. Els ventiladors es poden utilitzar dins d'una caixa per afavorir el moviment de l'aire i minimitzar l'adsorció d'humitat a la superfície del vidre. És més probable que el deteriorament es produeixi a les zones amb un flux d'aire restringit que permeten que la humitat quedi al vidre. S'estan investigant mètodes químics per retardar les taxes de corrosió i estabilitzar superfícies.
Quan un objecte compost conté una varietat de materials, un dels quals és el vidre malalt, les consideracions implicades per conservar i mostrar l'objecte es compliquen. Per exemple, el Museu Britànic va optar per conservar i exposar un davantal xamànic siberià fet de cuir, vidre i altres materials. Van ponderar la probabilitat que decaigués més ràpidament si es mostrava contra la conveniència de fer visible un objecte únic i la inevitable de la seva eventual degradació. "La seva conservació i exhibició garanteixen que l'accés a aquest bell i únic objecte es maximitzi abans que les perles de color groc pàl·lid, que són intrínseques a l'objecte, es perdin inevitablement sense reparar".